# 6854 Georgewest
A 6854 Georgewest (ideiglenes jelöléssel (6854) 1987 UG) a Naprendszer kisbolygóövében található aszteroida. K. W. Zeigler fedezte fel 1987. október 20-án.